# Ebenezer Akinsanmiro
Ebenezer Ajodun Akinsanmiro (Lagos, 25 novembre 2004) è un calciatore nigeriano, centrocampista del Pisa in prestito dall'Inter.

## Caratteristiche tecniche
Akinsanmiro è un centrocampista duttile, capace di giocare sia come mediano che mezzala, grazie alla sua velocità e capacità di inserimento. È inoltre abile nel dribbling.

## Carriera

### Inizi e Inter
Akinsanmiro ha iniziato la sua carriera calcistica in Nigeria con il Remo Stars, squadra con cui ha giocato dal 2021 al 2023.
Nel 2022, il centrocampista nigeriano ha preso parte al Torneo di Viareggio con la rappresentativa Alex Transfiguration, arrivando fino alla finale contro il Sassuolo, persa solo ai calci di rigore, mettendosi in mostra come uno dei migliori elementi della squadra.
Nel gennaio del 2023 ha firmato un contratto quadriennale con l'Inter, entrando a far parte della squadra Primavera. Durante la stagione 2023-24, ha ricevuto le prime convocazioni in prima squadra sotto la guida di Simone Inzaghi, esordendo in Serie A il 25 febbraio 2024 contro il Lecce. A fine anno può quindi fregiarsi del titolo di Campione d'Italia.

### Prestiti a Sampdoria e Pisa
Nel luglio del 2024 è stato ceduto in prestito alla Sampdoria, squadra di Serie B, con un'opzione di acquisto e una clausola di riacquisto a favore dell'Inter. Ha debuttato con i blucerchiati l'11 agosto 2024 in Coppa Italia contro il Como, mentre il primo gol è arrivato il 20 ottobre nella vittoriosa trasferta contro il Cesena, siglando il 3-5 finale. Nel corso della stagione Akinsanmiro riesce a raccogliere 36 presenze, fornendo un buon rendimento nonostante il campionato difficoltoso dei blucerchiati.
Il 22 luglio 2025 viene ceduto in prestito al Pisa neopromosso in Serie A.

## Statistiche

### Presenze e reti nei club
Statistiche aggiornate al 13 maggio 2025.
| Stagione        | Squadra         | Campionato      | Campionato | Campionato | Coppe nazionali | Coppe nazionali | Coppe nazionali | Coppe continentali | Coppe continentali | Coppe continentali | Altre coppe | Altre coppe | Altre coppe | Totale | Totale |
| Stagione        | Squadra         | Comp            | Pres       | Reti       | Comp            | Pres            | Reti            | Comp               | Pres               | Reti               | Comp        | Pres        | Reti        | Pres   | Reti   |
| --------------- | --------------- | --------------- | ---------- | ---------- | --------------- | --------------- | --------------- | ------------------ | ------------------ | ------------------ | ----------- | ----------- | ----------- | ------ | ------ |
| 2021-2022       | Remo Stars      | PFL             | 4          | 0          | CN              | 0               | 0               | -                  | -                  | -                  | -           | -           | -           | 4      | 0      |
| 2023-2024       | Inter           | A               | 1          | 0          | CI              | 0               | 0               | UCL                | 0                  | 0                  | SI          | 0           | 0           | 1      | 0      |
| 2024-2025       | Sampdoria       | B               | 35+1       | 1          | CI              | 3               | 0               | -                  | -                  | -                  | -           | -           | -           | 39     | 1      |
| Totale carriera | Totale carriera | Totale carriera | 40+1       | 1          |                 | 3               | 0               |                    | 0                  | 0                  |             | 0           | 0           | 44     | 1      |

## Palmarès

### Club

#### Competizioni nazionali
- Campionato italiano: 1

Inter: 2023-2024